# Śnić we śnie
Śnić we śnie – polski film psychologiczny z 1979 roku na podstawie powieści Marii Nurowskiej Po tamtej stronie śmierć.

## Obsada aktorska
- Ewa Lejczak - Magda
- Iga Mayr - Irena, matka Magdy
- Wanda Łuczycka - matka Pawła
- Mieczysław Voit - Władysław, ojczym Magdy
- Jerzy Schejbal - Paweł, mąż Magdy
- Kazimierz Ostrowicz - ojciec Pawła
- Henryk Hunko - Wowo, służący w leśniczówce
- Zbigniew Lesień - Michał, kierownik domu kultury
- Halina Buyno - salowa

## Fabuła
Historia konfliktu między matką a córką. Irena była dziennikarką. Córka przerwała studia filozoficzne. Ich spór opiera się na różnych postawach życiowych i zadawnionych pretensjach. Nieudane małżeństwo Magdy, jej choroba wynikająca z powikłań poporodowych, wreszcie narodziny dziecka, łączą je silniej niż kiedyś.